# Peter-Dewes-Gemeinschaftsschule Losheim
Die Peter-Dewes-Gemeinschaftsschule (PDG Losheim) ist die einzige Gemeinschaftsschule auf dem Gebiet der Gemeinde Losheim am See  im Saarland mit zwölf Ortsteilen. Träger der Gemeinschaftsschule ist der Landkreis Merzig-Wadern. Wie alle Gemeinschaftsschulen im Saarland führt die Schule differenziert zu Haupt- und Realschulabschluss sowie der Fachhochschulreife und Hochschulreife.
Der Namensgeber ist der in Losheim geborene Unternehmer und Politiker Peter Dewes (1821–1876), der als Mitglied an der Nationalversammlung von 1848 für die Partei Fraktion Donnersberg teilnahm.

## Konzeption
Als freiwillige Ganztagsschule wird in Zusammenarbeit mit dem Sozialwerk Saar-Mosel interessierten Schülern eine Nachmittagsbetreuung angeboten, die jedoch keinen Unterricht beinhaltet, sondern beispielsweise der begleiteten Erledigung der Hausaufgaben, aber auch der Durchführung freizeitgestaltender Aktivitäten dient.
In der Unterstufe beginnt ab Klassenstufe 7 eine abschlussbezogene Differenzierung in verschiedenen Fächern. Die Differenzierung erfolgt zunächst in Grund- und Erweiterungskursen. Ab der gleichen Klassenstufe entscheiden sich die Schüler mit ihren Eltern für ein Wahlpflichtfach (entweder zweite Fremdsprache oder das Fach „Beruf und Wirtschaft“ ergänzt um „Kommunikation“, „Handwerk und Technik“ oder einem „Berufsbezogener Sprachkurs“), welches dann in der Regel bis zur Erreichung des  Hauptschulabschlusses bzw. des mittleren Bildungsabschlusses beibehalten wird.
Ab der 11. Klassenstufe beginnt die Oberstufe im Verbund mit der Eichenlaubschule in Weiskirchen. Sämtliche Oberstufen-Kurse finden im Gebäude der PDG Losheim statt; Lehrerinnen und Lehrer der Oberstufe hingegen kommen aus beiden Schulen. Ab Klassenstufe 11 kann zusätzlich Spanisch als dritte Fremdsprache gewählt werden.
Die Peter-Dewes-Gemeinschaftsschule nimmt am Erasmus+ Programm für Bildung, Jugend und Sport der Europäischen Union, teil.

## Leitbild
Ziel gemäß Leitbild ist die „ganzheitliche Förderung aller Schülerinnen und Schüler unter Berücksichtigung ihrer individuellen Voraussetzungen und Möglichkeiten, damit sie einen möglichst hohen Schulabschluss erreichen und im Leben Erfolg haben. Dazu gehört die Integration möglichst aller Schülerinnen und Schüler in ein Gemeinwesen, das durch Toleranz und Solidarität geprägt ist. Individuelle Persönlichkeitsentfaltung und gesellschaftliche Anforderungen haben gleichermaßen ihre Berechtigung. Soziales und fachliches Lernen sind keine konkurrierenden Leitlinien, sondern sie bedingen sich gegenseitig.“

## Geschichte
Das PDG Losheim wurde im Jahre 1993 als Nachfolgeschule der Hauptschule Losheim und der Realschule Losheim gegründet. Nach und nach übernahm sie die Schüler der beiden Vorläuferschulen.
Auch die vier Gebäude, in denen sich heute die PDG Losheim befindet, sind den beiden Vorläufer-Schulen zuzuordnen.

### Entwicklung der Schülerzahlen
Die Schülerzahlen entwickelten sich wie folgt:
| Schuljahr | Anzahl Schüler | Anzahl Klassen |
| --------- | -------------- | -------------- |
| 1993/94   | 126            |                |
| 1994/95   | 335            |                |
| 1995/96   | 481            |                |
| 1996/97   | 680            |                |
| 1997/98   | 816            |                |
| 1998/99   | 908            |                |
| 1999/00   | 897            |                |
| 2000/01   | 886            |                |
| 2001/02   | 859            |                |
| …         |                |                |
| 2005/06   | 929            | 30             |
| 2006/07   | 921            | 31             |
| 2007/08   | 906            | 30             |
| 2008/09   | 897            | 30             |
| 2009/10   | 890            | 31             |
| 2010/11   | 897            | 31             |
| 2011/12   | 902            | 31             |
| 2012/13   | 934            | 31             |
| 2013/14   | 881            | 29             |
| 2014/15   | 852            | 29             |
| 2015/16   | 842            | 28             |
| 2016/17   | 840            | 27             |
| 2017/18   | 817            | 26             |
| 2018/19   | 817            | 26             |
| 2019/20   | 823            | 25             |
| 2020/21   | 815            | 25             |
| 2021/22   | 816            | 26             |

## Schulpartnerschaften
- Soar Valley School im britischen Leicester → seit 1993
- Collège Albert Camus im französischen Volmerange-les-Mines (Département Moselle) → seit 2003
- Scuola media Camigliano im italienischen Capannori → 20??
- Schoulzentrum Ierpeldange im luxemburgischen Erpeldange  → seit 2021
- Masarykova základní škola im tschechischen Kdynê→ seit 2021